# Desmacella vestibularis
Desmacella vestibularis är en svampdjursart som först beskrevs av Wilson 1904.  Desmacella vestibularis ingår i släktet Desmacella och familjen Desmacellidae. Inga underarter finns listade i Catalogue of Life.